# Atrèbats
Els atrèbats (llatí Atrebates) foren una tribu celta de la Gàl·lia Belga. Una branca de la tribu es va establir a Britànnia segons esmenta Claudi Ptolemeu. A la Gàl·lia vivien entre el Somme i l'Escalda. La seva capital fou Nemetocenna o Nemetacum (avui Arràs, a l'Artois). Entre ells i el mar hi havia els mòrins (morini).
El 57 aC els atrèbats van combatre a Cèsar amb 15.000 homes i foren derrotats junt amb els nervis a la batalla del Sabis. Cèsar els va donar un nou rei de nom Commi, al qual va enviar a Britànnia per afavorir la conquesta romana. Els atrèbats foren lliurats d'impostos i van mantenir la llibertat gràcies als bons oficis de Commi, però el seu fill Verica perdé el territori en mans dels Catuvel·launs.
El poble era hostil als romans i es van unir a la revolta de Vercingetorix l'any 52 aC, en la que foren derrotats i sotmesos.

## Etimologia
El seu nom ve probablement del celta * Adtrebates, de * Ad-treba-ti, potser « els qui habiten » o « els qui posseeixen pobles » (cf. irlandès antic ad-treba « [ell] habita, [ell] conrea », bretó tre- « poble », present també al celtiber Con-treb-ia o al gal Treb-ia), llatinitzat en Atrebates.
El seu oppidum Nemetocenna (o Nemetacon) té el significat de « el país, el terreny pertanyent al santuari » (cf. nemeto-, amb sufix -acum).